# François Théberge
 (octobre 2015).
Si vous disposez d'ouvrages ou d'articles de référence ou si vous connaissez des sites web de qualité traitant du thème abordé ici, merci de compléter l'article en donnant les références utiles à sa vérifiabilité et en les liant à la section « Notes et références ».
François Théberge, né à Montréal en 1963, est un saxophoniste canadien de jazz résidant à Paris.

## Biographie
Le projet avec Lee Konitz (Soliloque) sorti en mars 2008 est unanimement salué (Choc de l’année 2008 Jazzman, disque d’émoi Jazzmag) Il vient de terminer une résidence « In vino musica » au théâtre l’Onde (Vélizy) et participe au nouveau projet de Hans Koller big band (Londres) sur un disque avec Steve Swallow (mai 2011). 

## Discographie - sélection
- « Asteur »  Lazer Prod. 591 532   (François Théberge)  1997
- « ZIP »  Verve 529 466-2   (Mike Zwerin)  1996
- « Jazz music Vol. 1 »  Arta records F10035-2511   (The Fensters)   1992
- « Jazz music Vol. X »  A  records    AL 7306  (The Fensters)   1994
- « Impressões »   MoviePlay  Portuguesa  Groove 101  (Carlos Baretto)  1994
- « Big One »  EMP  records  EPC 890   (Jean-Michel Pilc)  1992
- « Music in my mind »   Pannonica  records  PA 003  (Music in my mind)   1992
- « Intuition »  Back Street Records  TLCD 001  (Japon)  (Todd Lowery)  1999
- « Big Band » Verve Universal Music 538 937 2 (Michel Legrand) 1999
- « François Théberge and the Medium Band » Round Records 2468    1999
- « The music of Konitz »  François Théberge Five featuring Lee  Effendi FND 028    2002
- « Elenar » François Théberge Group    Effendi FND 037 – 2003
- « Michel Donato et ses amis européens » Effendi FND 050 – 2004
- « Colors »  groupe avec Piotr Wosajik, Michel Donato, John Betsch, Nicolas Simeon – SOJAZZ 001 pologne  2005 –
- « Michel Donato et ses amis européens vol2 » Effendi – 2007
- « Soliloque » François Théberge Group with Lee Konitz Effendi 2008
- « Chasing the Unicorn » Hans Koller Quartet (Londres) London Ear 2011
- « Hans Koller big band » with Steve Swallow (Psi Records) London sortie 2012